# Otto Röhm
Otto Karl Julius Röhm (Öhringen, 14 marzo 1876 – Berlino, 17 settembre 1939) è stato un chimico e imprenditore tedesco.
Fu il cofondatore e presidente dell'azienda tedesca Röhm & Haas. Ha registrato oltre 70 brevetti come inventore o co-inventore.

## Biografia
Otto Röhm, originariamente aiuto-farmacista, studiò farmacia all'università di Monaco e a Tubinga. Conseguì l'abilitazione come farmacista in uno studio di chimica sempre a Tubinga nel 1901 con una dissertazione su Polymerisationsprodukte der Akrylsäure.
Dopo gli studi, ebbe un'occupazione presso l'industria farmaceutica Merck, e poi una come chimico presso la Gaswerk di Stoccarda, dove per la prima volta utilizzò la Gaswasser per la concia delle pelli di animali. La sua ricerca permise di colorare le pelli con procedimento enzimatico, che ebbe notevole riscontro nell'industria conciaria.
Nel 1907 fondò con il venditore Otto Haas la Röhm & Haas a Eßlingen. Nel 1909 l'azienda fu spostata a Darmstadt, in una fabbrica più grande nelle vicinanze della conceria Rhein-Main-Gebiet. In quegli anni Haas fondò la filiale di Filadelfia negli USA.
Alla morte nel 1939, l'azienda aveva 1 800 dipendenti, con fatturato di 22 milioni di Reichsmark.
È sepolto all'Alten Friedhof di Darmstadt.

## Invenzioni
Otto Röhm fu il primo chimico ad utilizzare enzimi isolati per scopi tecnici. Rivoluzionò non solo la tecnologia della concia delle pelli con le feci di cane, ma dal 1924 anche la tecnica di lavaggio delle lavanderie. Nel 1920 Otto Röhm usò enzimi nella farmaceutica e nel 1934 nell'industria alimentare, per schiarire i succhi di frutta. Fu anche un pioniere nello sviluppo del polimetilmetacrilato (PMMA), assieme al chimico tedesco Walter Bauer, che nel 1933 venne chiamato Plexiglas.

## Curiosità
- Molte strade a Darmstadt, Weiterstadt e Worms portano il suo nome, così come la città natale di Öhringen e Jeppingen-Scheppach.